# Pietro Mengoli

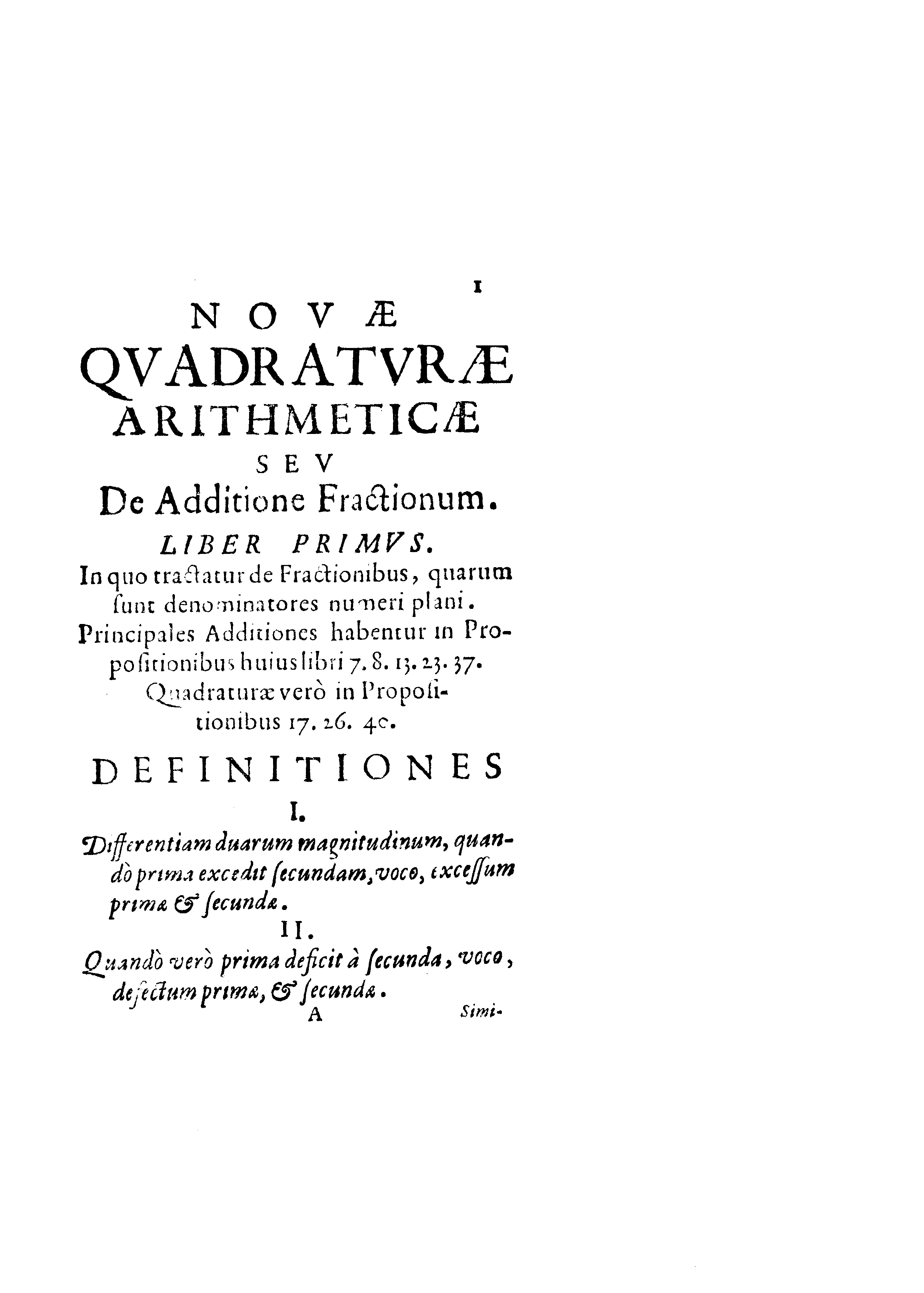
Novae quadraturae arithmeticae, 1650

Pietro Mengoli; polska wersja imienia – Piotr; (ur. w 1626 w Bolonii, zm. 1686 tamże) był włoskim duchownym i matematykiem z Bolonii.

## Życiorys
W rodzinnym mieście studiował razem z Bonawenturą Cavalierim na tamtejszym uniwersytecie; studia ukończył w 1647. Pozostał na tej uczelni przez 39 lat; sprawował funkcję profesora.
W 1644 Mengoli jako pierwszy sformułował tzw. problem bazylejski, rozwiązany w 1735 przez Leonarda Eulera.
Jego głównym dziełem była praca Novae quadraturae arithmeticae seu de additione fractionum, którą wydano w 1650 roku. Zawiera ona między innymi:
- dowód rozbieżności szeregu harmonicznego[3],
- rozwinięcie w szereg wartości {\displaystyle \ln 2}[4],
- dowód zbieżności szeregu odwrotności liczb trójkątnych[5].
- nierozwiązany problem bazylejski[5].